# 液体火箭助推器

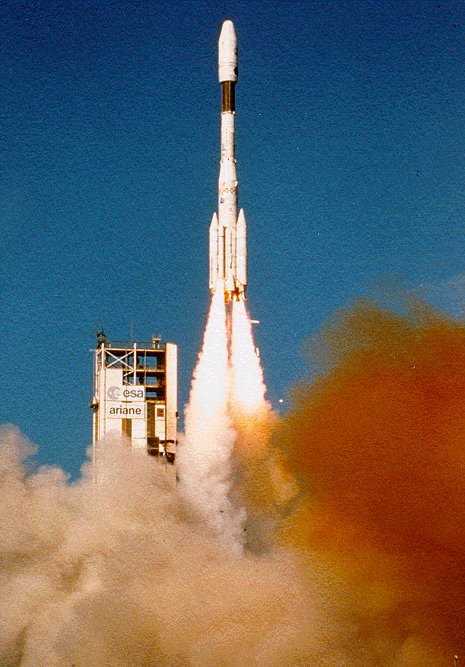
阿丽亚娜4号运载火箭

液体火箭助推器（以下简称“液体助推器”）是一种火箭助推器，捆绑在火箭芯级第一级，是增加火箭运载能力的液体燃料小型火箭。与固体火箭助推器不同的是，液体助推器可以在必要时切断推进剂供应来紧急刹车。这对载人航天器发射很重要。
联盟号运载火箭的前身R7导弹，就采用了液体助推器，使得火箭可以在发射台上点火检查发动机工作情况。80年代，苏联的能源号使用了四枚天顶号做助推器，将暴风雪号航天飞机和极地-1号送入太空。
日本的H-IIA中有两个版本的火箭也使用了液体助推器来增加载荷。中国的长征二号、长征三号、长征五号、长征七号系列运载火箭均有使用液体火箭助推器的版本。
阿丽亚娜四号中部分型号（42L, 44L和44LP）采用了两或四个液体助推器。无助推器的标准型阿丽亚娜四号可以将2175kg货物送入转移轨道。而44L型可以将4790kg货物送入同一轨道。
航天飞机研发期间就曾考虑过使用液体助推器，尤其是挑战者号事故后，又有提议用液体助推器换下航天飞机上的固体助推器，四家公司还为NASA设计了助推器。尽管液体助推器的安全性和高性能很有优势，然而研发成本迫使NASA坚持使用固体助推器。